# Сюерташская
Сюерта́шская (также Сююрта́шская; укр. Сюєртаська, крымскотат. Süyür Taş, Сююр Таш) — маловодная река (балка) на Керченском полуострове, длиной 5,8 км, с площадью водосборного бассейна 17,6 км². Исток балки находится в 1 км восточнее пруда Борисов. Течёт в северо-западном направлении, принимая 5 безымянных притоков-балок, впадает в одноимённую бухту Азовского моря в 4 километрах восточнее села Золотое.
В балке действует малоактивный Сююрташский грязевой вулкан, имеются сероводородные источники (насчитывается до 7 штук, вытекающих из-под известняковой скалы Курган в полутора километрах от моря).
Ранее у устья балки располагалось село Сююрташ. В III—I веках до н. э. в устье находилось античное городище, известное под названиями Сююрташ или Золотое (восточное), самое большое на Азовском побережье.